# Colisión de barcos en el mar del Norte en 2025
El 10 de marzo de 2025, el petrolero MV Stena Immaculate y el buque portacontenedores MV Solong colisionaron en el mar del Norte frente a la costa de East Yorkshire, Inglaterra. Ambos barcos llegaron a incendiarse.
El Solong, un barco portugués con bandera de Madeira, transportaba alcohol, y los temores iniciales de que también transportaba cianuro de sodio parecen infundados. El Stena Immaculate, registrado en los Estados Unidos, transportaba combustible de aviación en un contrato de la Fuerza Aérea de los Estados Unidos (USAF); ambos barcos también tenían un suministro de combustible pesado para su propio uso. Después de varias explosiones, ambos buques se incendiaron y fueron abandonados. Permanecieron enredados durante el resto del día, cuando se separaron. El Solong comenzó a irse a la deriva. Treinta y seis personas fueron rescatadas, una de ellas hospitalizada y otra desaparecida, presuntamente muerta.
No hubo indicios de participación de terceros ni de intervención maliciosa en el accidente como un sabotaje, y la principal preocupación era limitar los posibles daños ambientales, ya que parecía haber una fuga de combustible tanto de aviación como de barco. Una operación de rescate en la que participaron varios países europeos se retrasó debido a la niebla, mientras que al día siguiente se anunció una investigación que involucraba a los dos países de bandera y al Reino Unido.

## Antecedentes

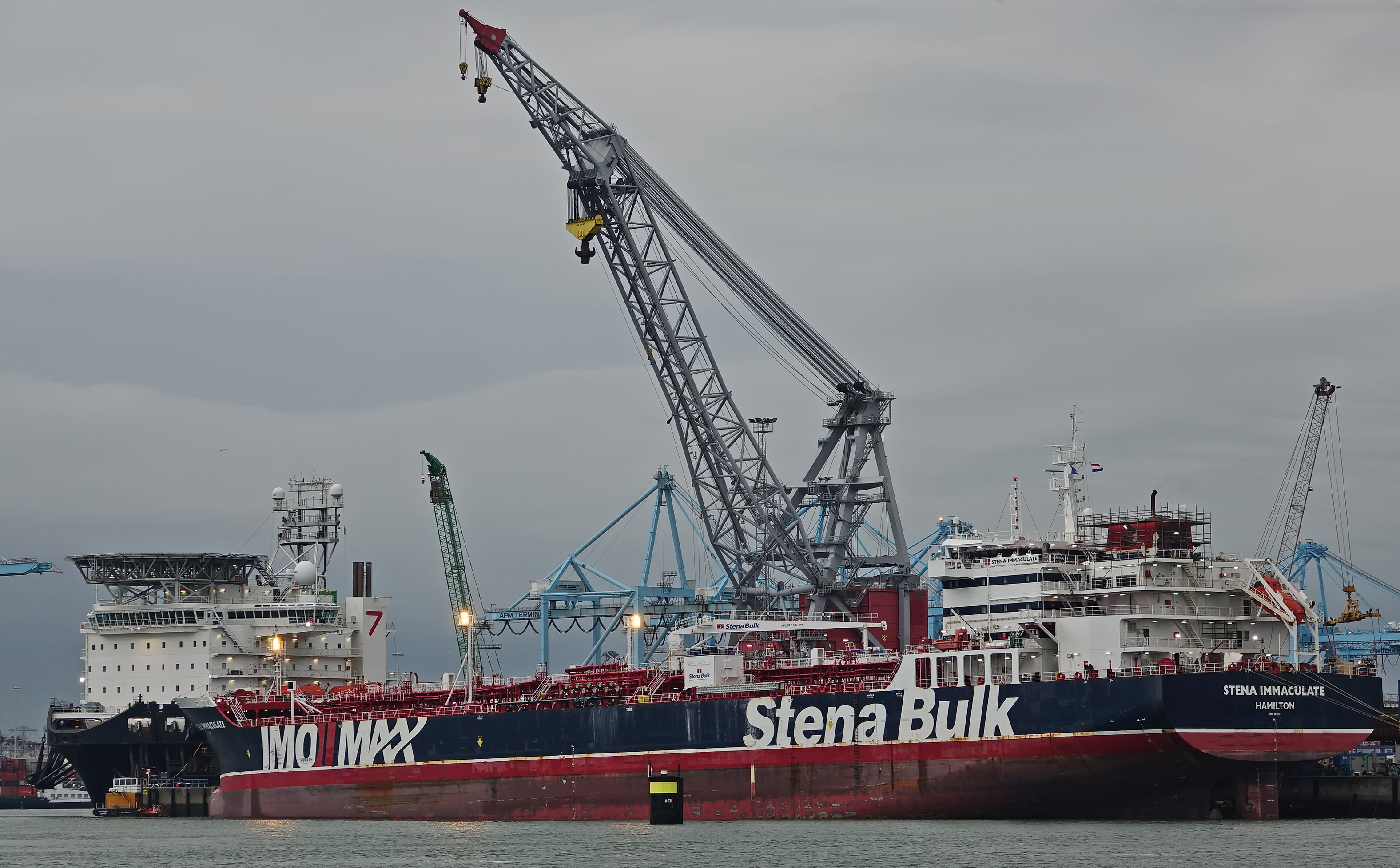
El petrolero MV Stena Immaculate, imagen de 2019.

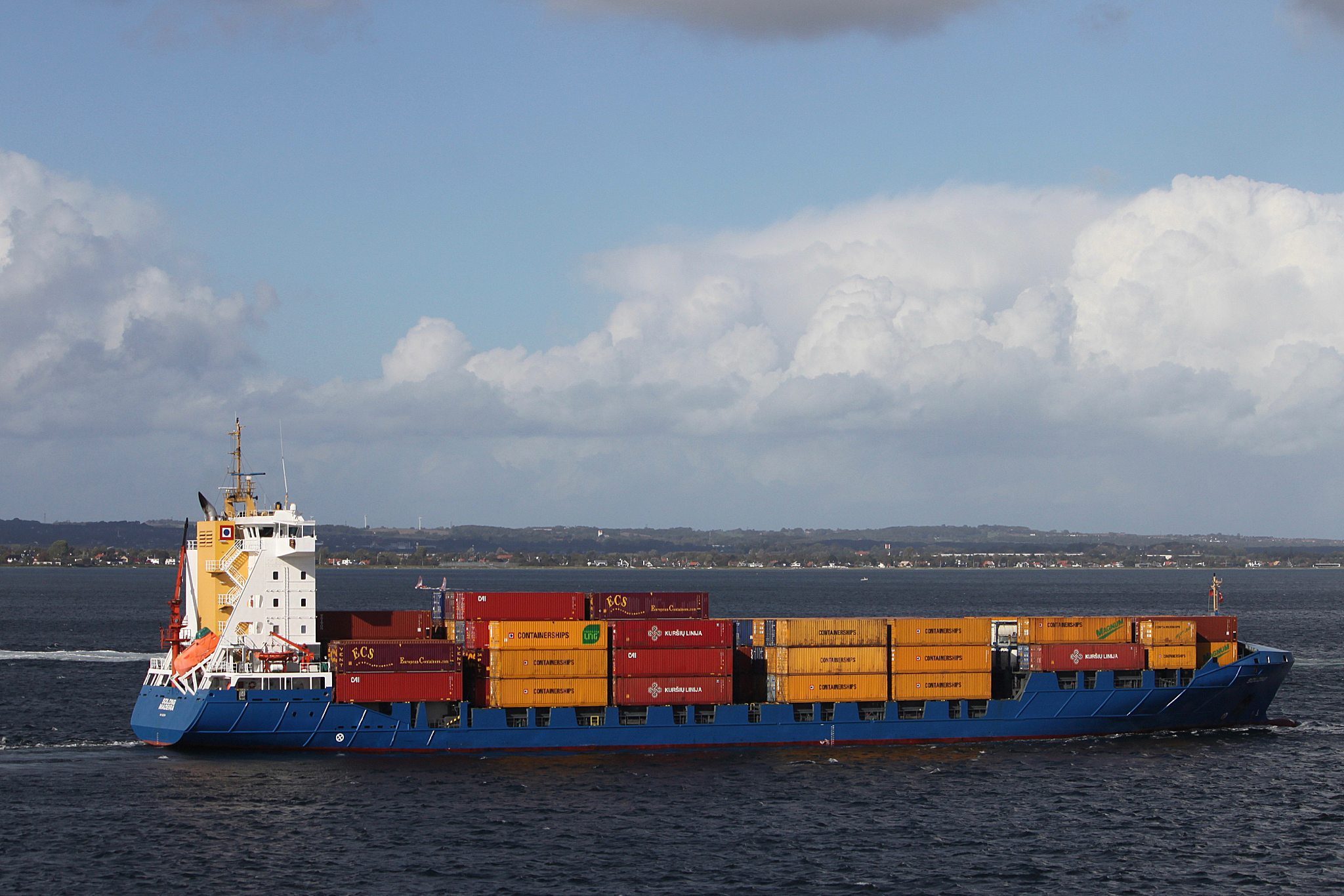
el buque portacontenedores MV Solong, imagen de 2018.

Los dos buques implicados eran el petrolero MV Stena Immaculate, registrado en Estados Unidos, y el buque portacontenedores MV Solong, registrado en Portugal. El Stena Immaculate era propiedad de la empresa de logística Crowley Maritime de Florida. Un transportador de productos químicos, Había sido fletado por el gobierno de Estados Unidos como parte del Programa de Seguridad de Buques Tanque del Gobierno de Estados Unidos y se creía que transportaba combustible de aviación para la Fuerza Aérea de los Estados Unidos (USAF). Tenía un tonelaje de peso muerto de 49.729 toneladas. El Solong tenía 140 metros de largo y tenía una capacidad de 804 contenedores de tamaño TEU. Fue construido en 2005 y era propiedad de Ernst Russ, con sede en Hamburgo.
El Stena Immaculate había viajado desde Agioi Theodoroi en Grecia y estaba anclado frente a Withernsea, en las afueras de Kingston-upon-Hull. El Solong, un buque de enlace, había partido de Grangemouth y se dirigía a Róterdam. El contralmirante retirado de la Marina Real británica Chris Parry sugirió más tarde que era un fondeadero común para los barcos que atravesaban la costa este.

## Accidente

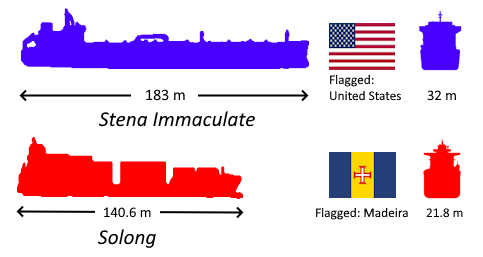
Diagrama que ilustra los tamaños relativos de los buques.

Los datos de seguimiento sugieren que el Stena Immaculate estaba anclado cuando se produjo la colisión. Las tripulaciones informaron de múltiples explosiones. El Dr. Abdul Khalique, director del Centro Marítimo de la Universidad de Liverpool John Moores, ha sugerido que "el rumbo del MV Stena Immaculate era de aproximadamente 065⁰ cuando fue golpeado por su costado de babor por el MV Solon a las 9:48:07 entre la mitad trasera de la eslora del MV Stena Immaculate". Los barcos pueden haber permanecido conectados durante hasta cuatro minutos hasta que se separaron. El tanque de carga del petrolero se había roto.
La Guardia Costera de Su Majestad fue alertada del incidente a las 09:48 GMT. Se desplegaron tripulaciones de la RNLI de Bridlington, Mablethorpe, Skegness y Cleethorpes. Un buque de transferencia de tripulación ya estaba en el área, y también se desplegaron helicópteros de rescate, botes y un avión de extinción de incendios. La RNLI confirmó más tarde que varios miembros de la tripulación habían abandonado el barco.
La Oficina Meteorológica Met Office había emitido una advertencia de niebla para el área de Humber que estaba vigente en el momento del incidente, aunque los observadores sugirieron posteriormente que esto habría tenido un impacto mínimo debido al equipo de seguridad electrónico de los barcos.
Los primeros informes sugirieron que una "enorme bola de fuego" había envuelto al petrolero después de la colisión, que permaneció en llamas con su carga derramándose al mar. The Solong was also reported afire. También se informó que el Solong estaba en llamas. Los ocupantes de ambos buques abandonaron el barco. El puerto de Grimsby East declaró que 32 personas habían sido rescatadas de la costa, pero que otras estaban desaparecidas. Stena Bulk confirmó que las 20 personas a bordo del Stena Immaculate habían sido rescatadas y estaban a salvo.

## Consecuencias
Para la tarde del 11 de marzo, se consideró probable que ambos barcos permanecieran a flote.
El coste de los daños se estimó en unas decenas de millones de libras. Si bien fue el Solong el que impactó al Stena Immaculate, los abogados ambientalistas señalaron que los propietarios de este último eran estrictamente responsables del contenido de su carga y de cualquier daño causado por esta, mientras que los propietarios de ambos barcos serían responsables de los daños causados por cualquier fuga de combustible, aunque, según la Ley de Marina Mercante de 1995, es probable que el gobierno británico asuma los costes inmediatos de limpieza y rescate. Otras partes afectadas, como pescadores, gobiernos locales y operadores turísticos, también podrían reclamar. The Telegraph informó posteriormente que fuentes del gobierno británico no habían descartado la posibilidad de "juego sucio" (sabotaje ruso), aunque los primeros informes no indicaron la participación de terceros ni ninguna otra actividad maliciosa. El gobierno estadounidense también se negó a descartar actividad criminal, "en medio de preguntas sobre por qué el carguero [...] pareció no reducir la velocidad ni cambiar de rumbo antes de chocar contra el Stena Immaculate". Los gobiernos de Estados Unidos y Portugal anunciaron sus propias investigaciones sobre el accidente del 11 de marzo, que trabajarían junto con la del Reino Unido.
El 11 de marzo, la policía de Humberside anunció que, después de que la Guardia Costera cancelara la búsqueda del tripulante desaparecido, se había abierto una investigación criminal y se había arrestado al capitán ruso de 59 años del Solong bajo sospecha de homicidio por negligencia grave.
El 14 de marzo, fue acusado del delito y se le ordenó comparecer ante el Tribunal de Magistrados de Hull al día siguiente. El 15 de marzo no se presentó ninguna solicitud de libertad bajo fianza y el capitán permaneció en prisión preventiva. No se presentaron alegaciones y su próxima comparecencia ante el Old Bailey estaba prevista para el 14 de abril.
El 17 de marzo se informó que pequeños fragmentos de resina plástica utilizados en la fabricación de plásticos habían comenzado a llegar a la costa. La Agencia Marítima y de Guardacostas (MCA) informó que el RNLI les había alertado inicialmente del peligro, cerca del Estuario del Wash, el 16 de marzo.

## Análisis
Chris Parry dijo a The Telegraph que creía que la causa del accidente fue "negligencia a primera vista", basándose en la probabilidad de que los barcos estuvieran anclados y el peligro de viajar por la zona a gran velocidad. Era una zona especialmente transitada por el transporte marítimo, ya que era una ruta directa a los Países Bajos y Alemania, así como a los estados bálticos. Ambos barcos tenían un sistema de Identificación Automática a bordo, por lo que deberían haber recibido un aviso de la proximidad del otro hasta una distancia de alrededor de 39 km, así como vigías las 24 horas, sugirió el analista marítimo David McFarlane. También señaló que un barco anclado podría tardar hasta una hora en izarlo, lo que impediría su capacidad de evitar una colisión. La reconstrucción del accidente hecha por el Dr. Khalique sugirió que los vigías no podrían haber estado realizando sus tareas de manera óptima, dijo; si bien la niebla habría obstaculizado la visibilidad para ellos, es posible que no hayan estado revisando su radar.
La Guardia Costera informó de que "el incidente sigue su curso y se está evaluando la respuesta necesaria para contrarrestar la contaminación", mientras que Greenpeace Reino Unido afirmó que era "demasiado pronto" para calcular el daño ambiental. La Marine Accident Investigation Branch organizó una unidad para iniciar un estudio sobre el accidente.